# ФК Хайдук (Сплит)
Хърватски футболен клуб Ха̀йдук (на хърватски: Hrvatski nogometni klub Hajduk – Хрватски ногометни клуб Хайдук) е футболен клуб от Сплит, Хърватия.
Основан е на 13 февруари 1911 г. Сред най-успешните футболни клубове в първенството на Югославия и в първенството на Хърватия.
Оригиналните домакински екипи на клуба са бели фланелки със сини гащета и чорапи. Стадион на Хайдук от 1979 г. насам е Полюд с капацитет от 35 000 зрители. Хайдук има много дербита, най-известното от които е с Динамо Загреб, известно още като Вечното дерби.
На 27 май 2011 г. е съобщено, че новият треньор на Хайдук Сплит е бившият български национал Красимир Балъков.

## Дербита
- Вечното дерби

Мачът между Хайдук Сплит и Динамо Загреб е известен като Вечното дерби. това е и обикновено най-популярният мач в Хърватия.
| Общ брой мачове | Победи за Динамо | Равенства | Победи за Хайдук | Голове за Динамо | Голове за Хайдук |
| --------------- | ---------------- | --------- | ---------------- | ---------------- | ---------------- |
| 224             | 98               | 56        | 70               | 317              | 257              |

- Адриатическото дерби

Мачът между Риека и Хайдук Сплит е второто по гледаемост и интерес дерби в Хърватия, както и мач между най-силните отбори от хърватското адриатическо крайбрежие.
| Общ брой мачове | Победи за Хайдук | Равенства | Победи за Риека | Голове за Хайдук | Голове за Риека |
| --------------- | ---------------- | --------- | --------------- | ---------------- | --------------- |
| 158             | 57               | 54        | 47              | 217              | 190             |

## Успехи
Национални:
Югославия:
- Шампионат:
  -  Шампион (9): 1927, 1929, 1950, 1952, 1955, 1970/71, 1973/74, 1974/75, 1978/79
  -  Сребърен медал (12): 1923/24, 1927/28, 1931/32, 1932/33, 1936/37, 1947/48, 1952/53, 1975/76, 1980/81, 1982/83, 1984/85
  -  Бронзов медал (7): 1929/30, 1948/49, 1951, 1956/57, 1960/61, 1977/78, 1981/82
- Купа:
  -  Носител (9): 1967, 1972, 1973, 1974, 1975/76, 1976/77, 1983/84, 1986/87, 1990/91
  -  Финалист (6): 1934, 1953, 1955, 1962/63, 1968/69, 1989/90

Национални:
Хърватска:
- Шампионат:
  -  Шампион (8): 1941, 1946, 1992, 1993/94, 1994/95, 2000/01, 2003/04, 2004/05
  -  Сребърен медал (13): 1992/93, 1995/96, 1996/97, 1997/98, 1999/00, 2001/02, 2002/03, 2006/07, 2008/09, 2009/10, 2011/12, 2021/22, 2022/23
  -  Бронзов медал (7): 1998/99, 2013/14, 2014/15, 2015/16, 2017/18, 2023/24, 2024/25
- Купа:
  -  Носител (8): 1992/93, 1994/95, 1999/2000, 2002/03, 2009/10, 2012/13, 2021/22, 2022/23
  -  Финалист (5): 2000/01, 2004/05, 2007/08, 2008/09, 2017/18
- Суперкупа:
  -  Носител (5): 1992, 1993, 1994, 2004, 2005

Международни:
- КЕШ:
  - 1/4 финалист (3): 1975/76, 1979/80, 1994/95
- Купа на носителите на купи (КНК):
  - Полуфинал (1) 1972/73
- Купа на УЕФА
  - Полуфинал (1): 1983/84

## Известни играчи
- Роберт Ярни
- Ален Бокшич
- Дадо Пършо
- Славен Билич
- Милан Рапаич

## Български футболисти
- Георги Терзиев: 2017 - (8 мача - 0 гола) - наем
- Кристиан Димитров: 2020/22 - (40 мача - 3 гола)

## Български играчи, играли в клуба
- Кристиан Димитров (2020 – 2022)